# 왕분 (전국)
왕분(王賁, ? ~ ?)은 중국 전국시대 진나라의 장군이다. 진 시황제 때의 명장인 왕전의 아들이자 왕리의 아버지로, 위나라·연나라·제나라 등을 차례로 멸망시켜 아버지와 마찬가지로 중국의 통일에 크게 기여하였다. 통무후(通武侯)의 작위를 받았다.

## 생애

### 위나라 정복
기원전 226년(진시황 21), 왕분은 초나라의 군대를 공격하여 크게 무찔렀다. 돌아오는 길에는 다시 위나라를 공격하였다.
기원전 225년(진시황 22), 왕분이 위나라를 공격하던 중, 하구(河溝)의 물을 끌어다 그 수도인 대량(大梁)으로 흘러보내 물에 잠기게 하고는 그 성벽을 허물었다. 그리고는 마침내 위나라의 마지막 왕인 위왕 가(假)를 사로잡아 위나라를 멸망시켰다.

### 연나라 정복
기원전 222년(진시황 25), 왕분이 연나라의 요동을 공격하여 연나라의 마지막 왕인 연왕 희(喜)를 사로잡아 연나라를 멸망시켰다. 또한 돌아오는 길에 조나라의 잔당인 대(代)를 공격하여 대왕 가(嘉)를 사로잡았다.

### 제나라 정복
기원전 221년(진시황 24), 왕분은 이신과 함께 제나라를 공격하였다. 제나라의 마지막 왕인 제왕 건은 상국인 후승(后勝)의 말을 듣고 싸우지 않고 항복하였다. 이로써 제나라가 멸망하고 전국이 통일되었다.

### 말년
기원전 219년(진시황 28), 진 시황제가 낭야를 순행할 당시에 통무후 왕분 또한 아들인 왕리 등과 함께 황제를 수행하였다. 이후 왕분의 행적은 알 수 없고, 다만 이세황제 때(기원전 210년~207년)에 이르러 왕전과 그 아들인 왕분 등이 모두 죽고 없었다고 전한다.